# Verbascum dirupatae
Verbascum dirupatae är en flenörtsväxtart som beskrevs av Rupert Huter. Verbascum dirupatae ingår i släktet kungsljus, och familjen flenörtsväxter. Inga underarter finns listade i Catalogue of Life.